# Dandolo Flumini
Dandolo Flumini (Maccagno, 6 febbraio 1918 – Catania, 9 dicembre 2014) è stato un calciatore e allenatore di calcio italiano, di ruolo attaccante.
Giocava nel ruolo di ala sinistra.

## Biografia
Ha sposato una siracusana da cui ha avuto tre figli e una figlia.
Dopo il ritiro è andato a vivere a Catania, dove ha fatto il funzionario dell'ESE e l'insegnante di matematica e fisica per vent'anni presso il Liceo Scientifico "Leonardo da Vinci" di Catania.

## Caratteristiche tecniche
Era molto veloce.

## Carriera

### Giocatore
Ha iniziato a giocare nella MATER, dal 1936 al 1938, per poi passare in Serie C al Lecce. In Salento è all'inizio la riserva di Cortesi, ottenendo presto la maglia da titolare. Esordisce in giallorosso il 25 settembre 1938 nella vittoria per 2-0 sulla Pro Italia Bari, partita nella quale segna anche la sua prima rete. Chiude la stagione con 7 reti all'attivo, fra cui quella nel derby contro il Taranto del 5 marzo 1939 vinto per 2-1. A causa di un illecito, la squadra retrocede all'ultimo posto in classifica venendo declassata.
Passato al Venezia, coi lagunari gioca una partita in Serie A, quella  del 19 novembre 1939 persa in trasferta contro il Milan (2-1). È perlopiù schierato con la formazione riserve, dove gioca al fianco di Valentino Mazzola.
Dal 1940 al 1943 gioca nuovamente nella M.A.T.E.R. allenata da Fulvio Bernardini. Nella prima stagione la promozione sfuma, mentre viene raggiunta in quella successiva. Dopo la terza stagione, chiusa al 12º posto, la società è costretta al ritiro per problemi economici.
Nella stagione 1945-1946 veste la maglia del Foligno, conquistando una storica promozione in Serie B che viene vanificata dall'impossibilità finanziaria del club.
Nella stagione 1946-1947 veste la maglia del Siracusa, allenato dall'austriaco Engelbert Koenig e neopromosso in seconda serie, totalizzando complessivamente con gli azzurri 15 reti ed entrando di diritto tra i migliori marcatori in serie B.
Le ottime prestazioni con Foligno gli permettono di ottenere un contratto con il Palermo di Virginio Rosetta, con cui nella stagione 1947-1948 disputa 32 incontri segnando 10 reti ottenendo così la promozione in massima serie dopo aver vinto il campionato.
Dal 1948 al 1950 milita nella Salernitana, squadra con la quale ottiene la prima espulsione in carriera.
Nella stagione 1950-1951 ottiene un sesto posto con la maglia del Cosenza.
Nella stagione 1951-1952 è allenatore-giocatore della Polisportiva Riposto nel campionato di Promozione.
Insieme a quasi tutta la squadra, nella stagione 1952-1953 passa all'Ibla Paternò, concludendo l'esperienza con l'esclusione del campionato di Prima Divisione in seguito ad una rissa.
Nella stagione 1953-1954 colleziona 12 presenze condite da 10 reti con la maglia dell'Acireale.
Colleziona complessivamente 120 presenze e 55 reti in Serie B.

### Allenatore
Dal 1956 al 1974 fu più volte allenatore del Giarre, ottenendo un record di longevità su quella panchina.
Nella prima annata vince il campionato da imbattuto. In quell'epoca alla prima fase seguiva una nuova fase a gironi, dove la sua squadra si classifica all'ultimo posto.
Si congeda dalla squadra dopo la retrocessione in Prima Categoria in seguito allo spareggio contro la Netina deciso dal lancio di una monetina (all'epoca non esistevano i tempi supplementari).
Successivamente allena anche la Canicattina e la già citata Netina.

## Palmarès

### Giocatore

#### Club

##### Competizioni nazionali
- Serie C: 1

M.A.T.E.R.: 1941-1942
- Campionato italiano di Serie B: 1

Palermo: 1947-1948

### Allenatore

#### Club

##### Competizioni regionali
- Prima Divisione: 2

Giarre: 1956-1957, 1958-1959